# 에스타디오 데 라 세라미카

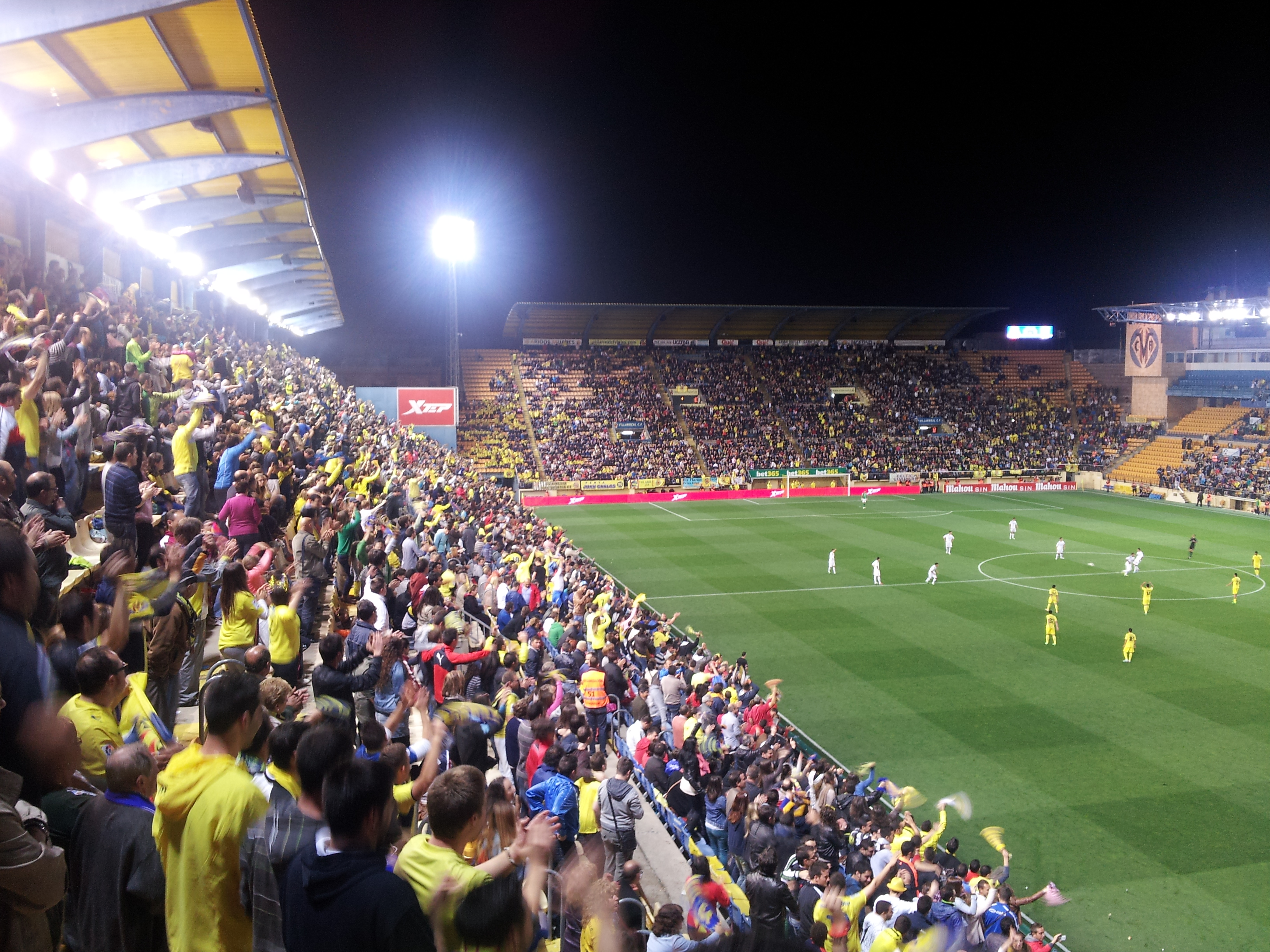
2012-13 시즌, 비야레알과 헤레스 간 경기의 경기장 내부

에스타디오 데 라 세라미카(스페인어: Estadio de la Cerámica, 도자기의 경기장)는 이전에 비공식적으로 엘 마드리갈(스페인어: El Madrigal el maðɾiˈɣal[*])로 불린 스페인 비야레알의 축구 경기장으로, 1923년에 개장했다. 이 구장은 현재 스페인 최상위 리그인 라 리가 소속인 비야레알의 안방이다.
이 구장은 현재 23,500명을 수용할 수 있는데, 이는 비야레알 시의 인구 절반에 해당하는 수용력을 의미하며, 스페인에서 25번째로, 발렌시아 주에서 5번째로 큰 구장이다.

## 역사

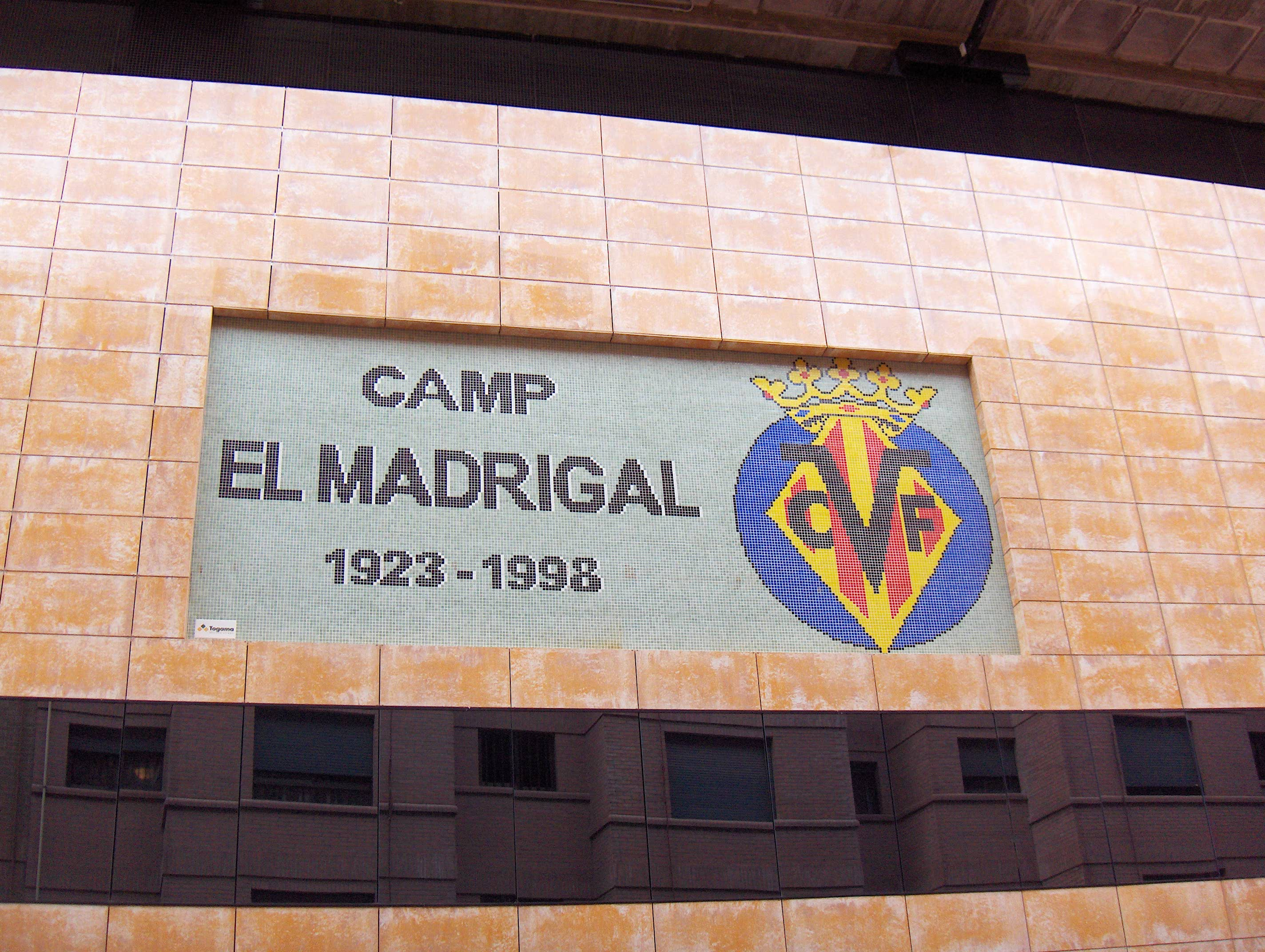
경기장 외부의 명패

경기장은 1923년 6월 17일에 개장하여 카스테욘과 비야레알 구장(Campo del Villarreal)의 명칭을 쓴 세르반테스가 이 구장에서 개장 기념 경기를 펼쳤고, 2년 뒤 후자의 구단은 창단한 군을 따라 명명되었다. 노란 영지(Feudo Amarillo)의 별칭은 지중해에서 5km 떨어진 해발 50m의 라브라도르 광장에 있는 장소의 명칭을 땄다.
첫 보수 작업은 1952-53 시즌 중에 진행되었다. 구장 크기는 95 x 65 m2에서 105 x 65 m2로 확장되어 1952년 하계 올림픽을 개최했으며, 당시의 표준과도 같은 헬싱키 올림픽 경기장의 규모와 맞추었다.
1960년대 들어 구단은 지붕 덮인 작은 스탠드가 도입되었고, 1971-72 시즌에 남쪽 스탠드가 완공되었다. 1988년, 철거 후, 새 스탠드가 아틀레티코 마드리드와의 친선전을 위해 1989년 3월 8일에 개장했다.
구단의 75주년을 앞두고 재단장 작업에 재착수했다. 남쪽 스탠드는 다시 철거되어 지붕이 있고, 극장 형식의, VIP석이 완비된 북쪽 스탠드가 1999-2000 시즌에 완공되었다.
구장은 1973년 9월 16일에 비야레알과 이비사 간의 3부 리그 경기에서 야간 조명이 켜진 첫 경기를 치렀다. 시청은 구장 귀퉁이 네 곳에 야간 조명탑을 건립할 비용을 지원했는데, 각 조명탑에 9개의 할로겐등이 붙었다.
탈의실은 몇 차례 자리를 옮겼다. 1935-36 시즌에 남동쪽 귀퉁이에 있던 탈의실은 1989년까지 북동쪽에 있었고, 이후 남서쪽 귀퉁이로 옮겨졌다. 가장 최근의 경기장 보수 작업으로 탈의실은 현재 주 스탠드 밑에 마련되었다.
2017년 1월 8일, 바르셀로나와의 라 리가 경기를 앞두고 구장명이 엘 마드리갈에서 지역 도자기 사업을 홍보하기 위해 현재의 도자기 경기장(스페인어: Estadio de la Cerámica)으로 명칭을 바꾸었다.
2021년 2월, 노르웨이의 몰데가 자국 코로나19 범유행으로 이동이 제한되기 직전에 이 곳에서 유로파리그 32강전을 치렀다.

## 노란 커플
구장에는 30개의 냉방시설, 텔레비전 및 생방송 수신, 식사 조달, 개별석이 완비된 VIP실인 노란 커플(Casals Grocs)이 남쪽 스탠드에 3대의 승강기로 접근할 수 있다. 30개실 중, 5개실은 20명씩, 23개실은 16명씩, 그리고 나머지 2개실은 12명씩 수용할 수 있다.

## 챔피언스리그
챔피언스리그 기준을 맞추기 위해, 구장은 대규모 보수를 거쳐야 했으며, 2005년에 일사천리로 경기장 규정을 맞추기 위해 재단장되었다. 경기장 정면은 지역 산업을 진흥하기 위해 노란색 타일로 덮였고, 미관적으로 개선했다. 탈의실도 재단장되어 감독실, 물리치료실, 그리고 목욕 및 샤워 시설도 설치되었다. 또한 유럽 축구 연맹 대리인이 머물 방도 마련했으며, 반도핑실도 설치되었고, 기자회견실은 확장되었다.
구장과 관중석 사이의 거리는 1m 정도 멀어졌고, 탈의실 입구도 뜯어고쳤다. 시설 내 2개의 식당이 들어섰고, 광고도 컴퓨터 방식으로 변경되었다.